# Gorgol

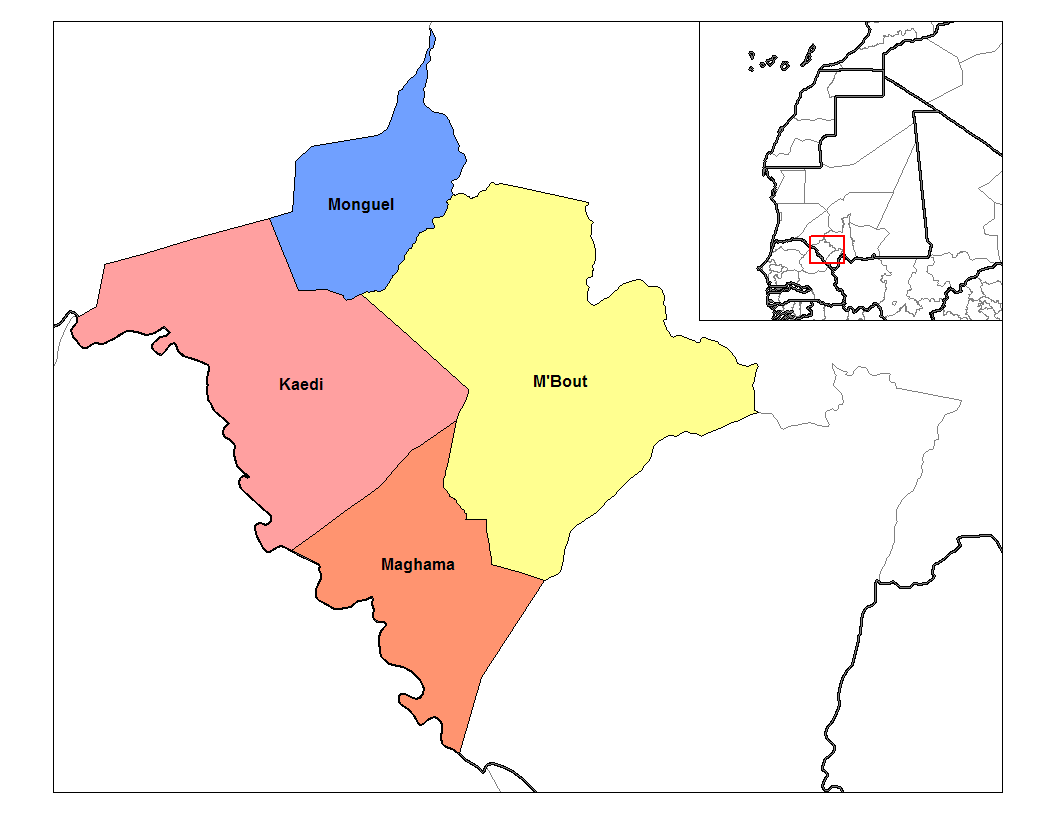
Départements in Gorgol

Gorgol (arabisch ولاية كوركول, DMG Wilāyat Kūrkūl) ist die fünfte Verwaltungsregion in Mauretanien. Sie liegt im Süden des Landes und erstreckt sich lediglich über eine kleine Fläche.
Die Hauptstadt ist Kaédi; ebenfalls in der Region liegen die Städte M’Bout und Maghama. Gorgol gliedert sich in die vier Départements Mbout, Kaédi, Maghama und Monguel.
Innerhalb Mauretaniens ist Gorgol den Verwaltungsregionen Brakna im Westen, Assaba im Osten und Guidimaka im Südosten benachbart. Südwestlich grenzt Gorgol an Senegal, wobei die Grenze durch den Fluss Senegal festgelegt ist.
Die Bevölkerungszahl der Region hat in den Jahren 2000 bis 2023 von 242.711 auf 442.490 Einwohner zugenommen.